# Le Centaure (roman)
Pour les articles homonymes, voir Centaure (homonymie).
Le Centaure (titre original en anglais The Centaur) est un roman de l'écrivain américain John Updike publie originellement le 12 janvier 1963 aux États-Unis et en français le 1er octobre 1965 aux éditions du Seuil. Ce roman a obtenu le National Book Award en 1964.

## Écriture du roman
John Updike écrit ce roman juste après le succès de Rabbit, Run (1960), premier tome du cycle « Rabbit Angstrom ». Il compose avec cet ouvrage, et comme souvent, une œuvre partiellement autobiographique (incarnée dans le personnage du jeune Peter) au regard de son enfance passée en partie dans la bourgade rurale de Plowville en Pennsylvanie.
À la publication, dans une Amérique encore puritaine et marquée par un certain nombre de tabous sexuels, le roman est étonnement critiqué pour « obscénité ». Il est toutefois immédiatement mis en parallèle avec Ulysse de James Joyce dans son approche symbolique et suggérée d'éléments mythologiques, bien que dans le cas du roman d'Updike un index final indique clairement au lecteur les correspondances, page à page. Le rapport entre Chiron et Prométhée, auquel il transmet son immortalité avant de mourir, est au centre de la symbolique.

## Résumé
À l'hiver 1946, George Caldwell, 50 ans, est un professeur de sciences dans un lycée de la ville d'Alton, en conflit avec sa hiérarchie. Ancienne star de football et combattant de la Première Guerre mondiale, il assume tant bien que mal ses cours, face à des élèves sans motivation et agressifs, pour faire vivre sa famille dans le strict nécessaire. Comme son père auparavant, il est persuadé qu'il ne vivra pas au-delà de 50 ans et sent que son corps l'abandonne. Son fils Peter, jeune adolescent de 15 ans anxieux et complexé par un psoriasis important, est étudiant dans l'établissement de son père et, passionné par Vermeer, rêve de devenir peintre. Chaque jour Caldwell et son fils partent aux aurores de la ferme distante d'Alton, dans un ex-corbillard, pour arriver avant le début des cours. Durant trois jours, en raison de problèmes mécaniques et de conditions climatiques difficiles, le père et le fils ne pourront rentrer chez eux et devront, dans le calme et une certaine complicité, improviser des solutions face à l'adversité qui les touche.

## Réception critique
Le New York Times reconnait en ce roman un exercice « talentueux » et un « bon roman sur l'histoire d'un père et d'un fils » mais critique la tendance de l'auteur à se montrer « poseur » et « perdu dans un dédale d'expérimentations prétentieuses ».
De manière anecdotique, Vladimir Nabokov fait deux fois directement allusion à ce roman, et au personnage de George Caldwell, dans Ada ou l'Ardeur (1969) en décrivant un personnage très secondaire — le bibliothécaire d'Ardis Hall, Monsieur Verger — atteint de psoriasis, maladie que l'auteur russe dit être « analysée dans un style désopilant par un malade lui-même » c'est-à-dire John Updike,.

## Éditions
- (en) The Centaur, Alfred A. Knopf Publishers, 1963
- Le Centaure, éditions du Seuil, 1965  (ISBN 978-2020014991)
- (en) The Centaur, Ballantine Books, 1996  (ISBN 978-0449912164)